# Gideon Davies

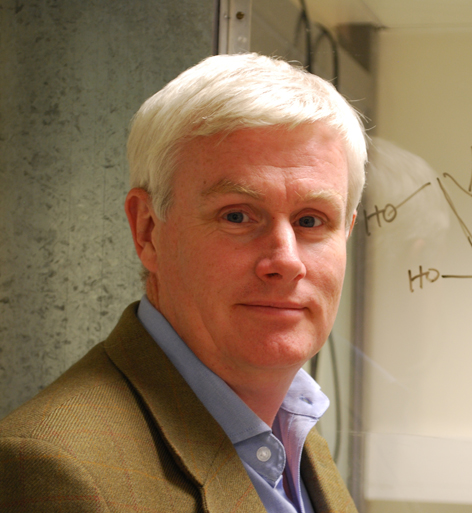
Gideon Davies

Gideon John Davies (* 6. Juli 1964 in Great Sutton, Cheshire) ist ein englischer Biochemiker. Er ist Professor für Chemie an der University of York (York Structural Biology Laboratory, YSBL).
Davies studierte an der University of Bristol, an der er 1990 in Biochemie promoviert wurde mit einer Dissertation über Phosphoglyceratkinase bei Herman Watson und Len Hall. Als Post-Doktorand war er am Außenlabor des European Molecular Biology Laboratory (EMBO) in Hamburg bei Keith S. Wilson und unternahm Strukturuntersuchung an Proteinen mit Synchrotronstrahlung und war als Forscher des CNRS in Grenoble. Außerdem forschte er in New York bei  Dale Wigley und Guy Dodson über DNA-Gyrase. 1996 erhielt er eine Royal Society University Research Fellowship. 2001 wurde er Professor an der University of York.
Er befasst sich mit Biochemie von Kohlenhydraten, den an ihrer Biosynthese und deren Modifikation und Abbau beteiligten Enzymen (und deren Struktur), Glykobiologie und deren Verwendung als Biotreibstoff.
Seine Forschung zu Enzymen, die O-Glykosylierung hat Anwendung auf Medikamente gegen die Alzheimer-Krankheit. Er befasst sich auch mit dem Kohlenhydrat-Stoffwechsel im menschlichen Mikrobiom.
2015 erhielt er die Davy-Medaille, 2014 den Khorana Prize und 2010 die Gabor Medal. Er ist Fellow der Royal Society (2010), der Royal Society of Chemistry und der Academy of Medical Sciences (2014). 2007 erhielt er einen D.Sc. in Bristol. Er ist Fellow der EMBO.